# Microdon sophianus
Microdon sophianus är en tvåvingeart som beskrevs av Pencho Drensky 1934. Microdon sophianus ingår i släktet myrblomflugor, och familjen blomflugor.
Artens utbredningsområde är Bulgarien. Inga underarter finns listade i Catalogue of Life.